# Bright Side of the Road
«Bright Side of the Road» es una canción del músico norirlandés Van Morrison publicada en el álbum de 1979 Into the Music y como sencillo el mismo año.
Brian Hinton afirmó que la canción es "una respuesta a la canción "The Dark End of the Street" y es brillante en espíritu y textura".
La canción fue incluida en la banda sonora de la película de 1996 Michael. En 2004, fue incluida en anuncios del Día Mundial de la Libertad de Prensa de la Unesco. 
«Bright Side of the Road» fue también publicada en los álbumes recopilatorios The Best of Van Morrison, The Philosopher's Stone, Van Morrison at the Movies - Soundtrack Hits y Still on Top - The Greatest Hits.

## Personal
- Van Morrison: voz, guitarra y armónica
- Herbie Armstrong: guitarra
- Pee Wee Ellis: saxofón tenor
- David Hayes: bajo
- Zakir Hussain: tabla
- Mark Isham: trompeta
- Mark Jordan: piano
- Katie Kissoon: coros
- Toni Marcus: violín
- Peter Van Hooke: baterí

En The Philosopher's Stone
- Van Morrison: voz, guitarra acústica y armónica
- Herbie Armstrong: guitarra
- David Hayes: bajo
- Mark Jordan: piano
- Toni Marcus: violín
- Peter Van Hooke: batería

## Versiones
«Bright Side of the Road» ha sido versionado por numerosos artistas, entre los que figuran, 001 Ensemble, Brendan Boyer, Josh Graves, Hothouse Flowers, Antawn Jefferson, Raul Malo, David West, Brent Woodall & the Natchez Trace Band y Shakira.

### A este lado de la carretera
Se trata de la versión que realizó en castellano la banda de pop española Danza Invisible. El tema, con ritmo más rápido que el original, está incluido en su álbum de estudio A tu alcance, que llegó a alcanzar los 100.000 ejemplares vendidos.
La canción llegó a ser número 1 en la lista de la cadena de radio fórmula española Los 40 Principales, la más conocida del país.